# Kanton Dinan-Est
Der Kanton Dinan-Est war bis 2015 ein französischer Wahlkreis im Arrondissement Dinan, im Département Côtes-d’Armor und in der Region Bretagne; sein Hauptort war Dinan. Letzter Vertreter im Generalrat des Départements war von 2001 bis 2015 Michel Vaspart (UMP). 

## Gemeinden
Der Kanton Dinan-Est umfasste einen Teil der Stadt Dinan (angegeben ist hier die Gesamteinwohnerzahl) und weitere fünf Gemeinden:
| Gemeinde             | Bretonisch  | Einwohner (Stand 2015) | Fläche (km²) | Code postal | Code Insee |
| -------------------- | ----------- | ---------------------- | ------------ | ----------- | ---------- |
| Dinan (teilweise)    | Dinan       | 11.003                 | 3.98         | 22100       | 22050      |
| Lanvallay            | Lanvalae    | 4.070                  | 14.61        | 22100       | 22118      |
| Léhon                | Lehon       | 3.072                  | 4.73         | 22100       | 22123      |
| Pleudihen-sur-Rance  | Pleudehen   | 2.851                  | 24.55        | 22690       | 22197      |
| Saint-Hélen          | Sant-Haelen | 1.439                  | 17.02        | 22100       | 22299      |
| La Vicomté-sur-Rance | Kerveskont  | 1.046                  | 4.57         | 22690       | 22385      |
| Kanton               | Dinan-Reter | 16.716 (2012)          | 69.46        | -           | 2211       |

## Bevölkerungsentwicklung
| 1990   | 1999   | 2006   | 2012   |
| ------ | ------ | ------ | ------ |
| 15.504 | 14.949 | 15.782 | 16.716 |